# 존스 홉킨스 병원

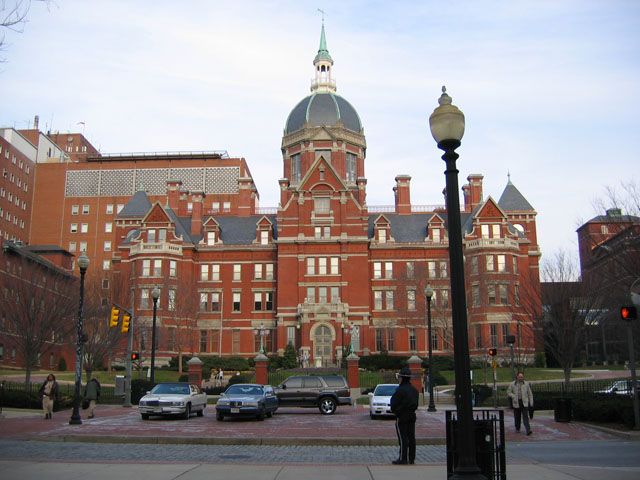

존스 홉킨스 병원(Johns Hopkins Hospital)은 미국 메릴랜드주 볼티모어에 위치한 병원이다. 존스 홉킨스 의과대학과 연계되어 있다. 병원 건물은 1975년 미국 국립사적지로 등록되었다.

## 역사
'현대 의학의 아버지'로 불리는 윌리엄 오슬러는 존스 홉킨스 의과대학 및 존스 홉킨스 병원 설립에 큰 영향을 끼쳤다. 오늘날 존스 호킨스 대학교의 부속병원인 존스 홉킨스 병원은 21년 연속 미국 최고 의료기관으로 선정되며 미국 의료 및 의학교육의 산실이다. 노벨의학상 수상자를 15명 배출했고 종업원 수는 4만 명으로 메릴랜드주 민간기업 중 최대 고용 수준이다.
존스 홉킨스 의과대학과 존스 홉킨스 병원이 워낙 유명해, 존스홉킨스 하면 그저 의과대학과 병원만 떠올린다. 존스홉킨스병원은 수십년째 미국에서 부동의 1위 종합병원이다.
2019년 10월, 존스홉킨스 보건안전센터(en:Johns Hopkins Center for Health Security)의 에릭 토너 의학박사 등이 우한 폐렴 발생 3개월 전에 코로나바이러스에 의한 전 세계적 전염병 사태를 예견했다. 존스홉킨스 보건안보센터는 건강과 관련된 씽크탱크로 세계적으로 유명하다.

## 드라마
한국에서는 의학 드라마는 실패가 없다고 하는데, 의학 드라마에서 항상 존스홉킨스가 나온다. 드라마에서 대부분의 두가지 경우로 언급되는데, 존스홉킨스를 나온 의사라는 경력에 나오고, 우리나라에서는 치료가 불가능하다. 부자면 존스홉킨스를 가라. 이렇게 나온다.
2016년 SBS 닥터스 (드라마)의 주인공 김래원이 존스홉킨스 나온 의사로 나온다. 2020년 현재 방송중인 SBS 낭만닥터 김사부 2에서도 존스홉킨스 출신이 등장한다. 그밖에도 여러 의학 드라마에 단골로 존스홉킨스가 나온다.

## 같이 보기
- 존스 홉킨스 의과대학
- 하워드 켈리